# Хуруй
Хуруй (бур. Һур хурээ) — деревня в Аларском районе Усть-Ордынского Бурятского округа Иркутской области. Входит в муниципальное образование «Егоровск».

## География
Деревня расположена в 12 км восточнее районного центра на высоте примерно 571 м над уровнем моря.
Состоит из 5 улиц:
- 1-я улица
- 2-я улица
- 3-я улица
- 4-я улица
- 5-я улица

## Происхождение названия
Жан Зимин производит данное название от бурятского һур — «огороженный зарод сена».
По предположениям Полины Шумилиной топоним Хуруй может происходить от бурятского һур хурээ — «жилище», «усадьба».

## Население
| 2002 | 2010 | 2011 | 2012 |
| ---- | ---- | ---- | ---- |
| 173  | ↘103 | →103 | ↘102 |